# Navratil Imre
Szalóki Navratil Imre (Pest, 1833. november 2. – Budapest, 1919. április 3.) orvos- és sebészdoktor, fül-orr-gégész, egyetemi rendes tanár.

## Élete
Az orvosi tanfolyamot a pesti egyetemen végezte, ahol 1858-ban orvosdoktorrá, 1859-ben sebészdoktorrá, szemész- és szülészmesterré avatták. 1860-ban műtőoklevelet szerzett. Bécsben, Berlinben, Franciaországban és Angliában tett külföldi tanulmányútja után Johann Nepomuk Czermak buzdítására a gégetükrözéssel kezdett foglalkozni. 1865–66-ban a „gégetükrészetből” magántanári képesítést nyert. Nemsokára sikerült a Szent Rókus Kórházban külön rendelőhelyiséget létesítenie fül-orr-gégebetegek számára, majd egy külön osztályt is felállítania ilyen betegek részére. 1872–73-ban a rendkívüli tanári címet kapta; 1873-ban az akkori barakk-kórház, 1878-ban pedig a Szent Rókus sebészfőorvosává nevezték ki. 1892-ben rendes tanár lett a budapesti egyetemen, ahol az orr- és gégetükrészetből, a fej és nyak sebészeti betegségeiről tartott előadást; 1893-ban pedig magyar nemességet kapott „szalóki” előnévvel. 1894-ben a római nemzetközi kongresszuson a gégészeti osztály tiszteletbeli elnöke volt; a magyar fül-orr- és gégeorvosok egyesületének elnöke, a honvédorvosi szünidei ismétlő tanfolyam előadó tanára; a magyar orvosi könyvkiadó társulat alapító s igazgató, a magyar szent korona országai vöröskeresztegylet központi választmányának és Pest megye bizottságának virilis tagja stb. 1897. március 29-én tanári működésének harmincadik évfordulóját a budapesti egyetem orvosi karának tanárai megünnepelték, s ez alkalomból díszes emlékkönyvet nyújtottak át neki.

## Cikkei

### A Kórházi Szemlében
- Pozsony, 1865. A gégebajok helybeli gyógykezelése gégetükör mellett

### AzOrvosi Hetilapban
- 1865. A gégetükrészet, A gégebajok kórhatározása gégetükrözés által
- 1867. Hangszalagfekély, vizenyő, légcsőmetszés
- 1868. Húsdag a gégében. Villamégetés szájon át. Gyógyulás
- 1873. A gégedagok casuisticájához, Gégeszemölcsdag három esete
- 1874. Idült gégehurut, 1875. Fonalóczok a gégében
- 1876. Új gégeszortágító
- 1877. Ujabb mód a szájpad-garatösszenövések műtevésére
- 1879. Organtinkemnye mint új contentiv kötés, A Sayr-féle mellvéd-kötés és annak módosítása
- 1880. Hassipoly sikeres műtéte hasmetszéssel és bélcsonkolással, Adat a gégeszemölcsdagok kór- és gyógytanához
- 1881–82. Sebészeti adatok, Agytályogokról
- 1883. Lékelésről horpadás miatt gyógyult eset kapcsán
- 1884. Évi jelentés a szt. Rókus-kórház II. sebészeti és gégészeti osztályairól
- 1885. Agysértésekről, A genymellnek újabb kezelési módja
- 1886. Adatok a húgycsőhasadéknak és a húgyhólyag kitüremlésnek műtevéséhez, Agytályogokról különös tekintettel azok kezelésére
- 1887. Agysebészeti adatok
- 1888–89. A traumaticus Jackson-féle epilepsia sebészi kezelése
- 1890. Ujabb haladások az agysebészet terén
- 1893. A háromosztatú ideg zsábájának operálása sikeresen műtett esetek kapcsán
- 1894. A sokszoros gégeszemölcsdagok operálásához
- 1896. Megemlékezés Czermákról)

### A m. orvosok és természetvizsgálók munkálataiban
- XI. 1868. Közlemények a gégetükrészetből
- XIII. 1868. Gégesebészeti adatok; a Természetben
- III. 1871. A gégehabarczokról

### AVasárnapi Ujságban
- 1872. A gége diaetetikája 394-395. l.

### A Természettudományi Közlönyben
- 1873. A gégetükör története és jelentősége
- 1876. Trichinák a gégében

### Az Orvosi mentés Kézikönyvében
- 1891. a M. orvosi Archivumban (1893. Állatokon tett újabb kisérletek a nervus accessorius Willisi-nek a gége beidegzésére vonatkozó működéséről) stb.

Munkáinak nagy része megjelent németül is a Wiener Mediz. Wochenschriftben (1867-69, 1874); a Berliner Klinische Wochenschriftben (1868–1869, 1871, 1876, 1880); a Wiener Mediz. Pressében (1864, 1871); a Deutsche Mediz. Wochenschriftben (1875) és a Centralblatt für Chirurgie-ben (1879).

## Munkái
- Népszerű egészségtan. Piszling Vilmos Ferencz után magyarítá. Pest, 1858
- A gégebajok helyi kezelése gégetükör mellett. Pest, 1865 (Különnyomat a M. orvosok és természetvizsgálók XI. közgy. Munkálataiból. Kivonat egy nagyobb műből)
- A gégebajok. Pest, 1866. A szövegbe nyomott fametszetekkel
- Orrtükrészet. Pest, 1867. szövegfam.
- Sebészi műtéttan. Pest, 1867. 11 tábla fam.
- Gégesebészeti adatok. Pest, 1889. Számos fam.
- Kimutatás a sz. Rókushoz cz. kórház gégebeteg osztályáról 1868. máj. 12-től 1869. decz. 31-ig. Pest, 1870. (Ugyanez németül. Lipcse, 1871. Egy lith., két chromolithogr. táblával és több fam.)
- Állatokon tett kisérletek a gégeidegek működése felett. Pest, 1870
- A különös sebészet tankönyve. Emmert Károly munkájának harmadik teljesen átdolgozott s rövidített kiadása után fordította. Pest, 1872–74 (A m. orvosi könyvkiadó társulat Könyvtára XIX., XXII.)
- A fővárosi barakkórház sebészeti osztályának 1874. decz. 1-től 1876. decz. 1-ig kimutatása. Pest, 1877. (Németül. Pest, 1877)
- Emlékbeszéd Kovács Sebestyén Endre felett. Pest, 1879
- Sebészeti adatok. Pest, 1882. (Németül: Stuttgart, 1882. Online) Számos fametszettel, két grafikai és egy színes kőnyomatú táblával
- Sebészeti adatok. Budapest, 1886
- Beitrag zur Hirnchirurgie. Monographie. Stuttgart, 1889. Számos fametszettel
- Sebészeti adatok. Közlemény a szent Rókus-kórház II. sebészeti s vele kapcsolatos orr-gégebeteg osztályáról, 1895-1897. Budapest, 1898. (Hültl Hümér és Rosenberg Alajossal együtt)
- Jelentése Hattyasy Lajos magántanári képesítése tárgyában. Budapest, 1898
- Dr. Makara Lajosnak irodalmi munkásságára vonatkozó véleményes jelentés. Budapest, 1898
- Beiträge zur Hirn-Chirurgie. Stuttgart, 1889. Online
- Sebészeti adatok. Budapest, 1900 (Többekkel együtt)
- Gége légcsőmetszés 1858-1892. Budapest, 1902 (1001 légcsőmetszés útján szerzett tapasztalatai)

Kézirati munkái: A gégetükrözés technikája és statisztikája 1891 (a m. kir. honvédelmi miniszterium birtokában); A tábori sebészet, 1. füzet. A fej és nyak tábori sebészete, 1892 (a m. kir. honvédelmi miniszterium birtokában); A tábori műtősebészet 1893; A trepanatio a tábori sebészetben, Előadás az egészségügyi congressus alkalmából.